# بيتر أنتوني
بيتر أنتوني (بالإنجليزية: Peter Antonie) هو مجدف أسترالي، ولد في 11 مايو 1958 في ملبورن في أستراليا.

## وصلات خارجية
- بيتر أنتوني على موقع الاتحاد الدولي للتجديف (الإنجليزية)
- بيتر أنتوني على موقع اللجنة الأولمبية الدولية (الإنجليزية)
- بيتر أنتوني على موقع أوليمبيديا (الإنجليزية)
- بيتر أنتوني على موقع اللجنة الأولمبية الأسترالية (الإنجليزية)
- بيتر أنتوني على موقع اتحاد ألعاب الكومنولث (مؤرشف) (الإنجليزية)
- بيتر أنتوني على موقع قاعة أستراليا للمشاهير الرياضية (الإنجليزية)